# Daynellis Montejo
Daynellis Montejo Poll (Santiago de Cuba, 8 de noviembre de 1984) es una deportista cubana que compitió en taekwondo.
Participó en los Juegos Olímpicos de Pekín 2008, obteniendo una medalla de bronce en la categoría de –49 kg. Ganó una medalla de bronce en el Campeonato Mundial de Taekwondo de 2005 en la categoría de –51 kg.

## Palmarés internacional
| Juegos Olímpicos   | Juegos Olímpicos | Juegos Olímpicos  | Juegos Olímpicos |
| Año                | Lugar            | Medalla           | Categoría        |
| ------------------ | ---------------- | ----------------- | ---------------- |
| 2008               | Pekín (China)    | Medalla de bronce | –49 kg           |
| Campeonato Mundial |                  |                   |                  |
| Año                | Lugar            | Medalla           | Categoría        |
| 2005               | Madrid (España)  | Medalla de bronce | –51 kg           |